# Eine Hand voller Sterne

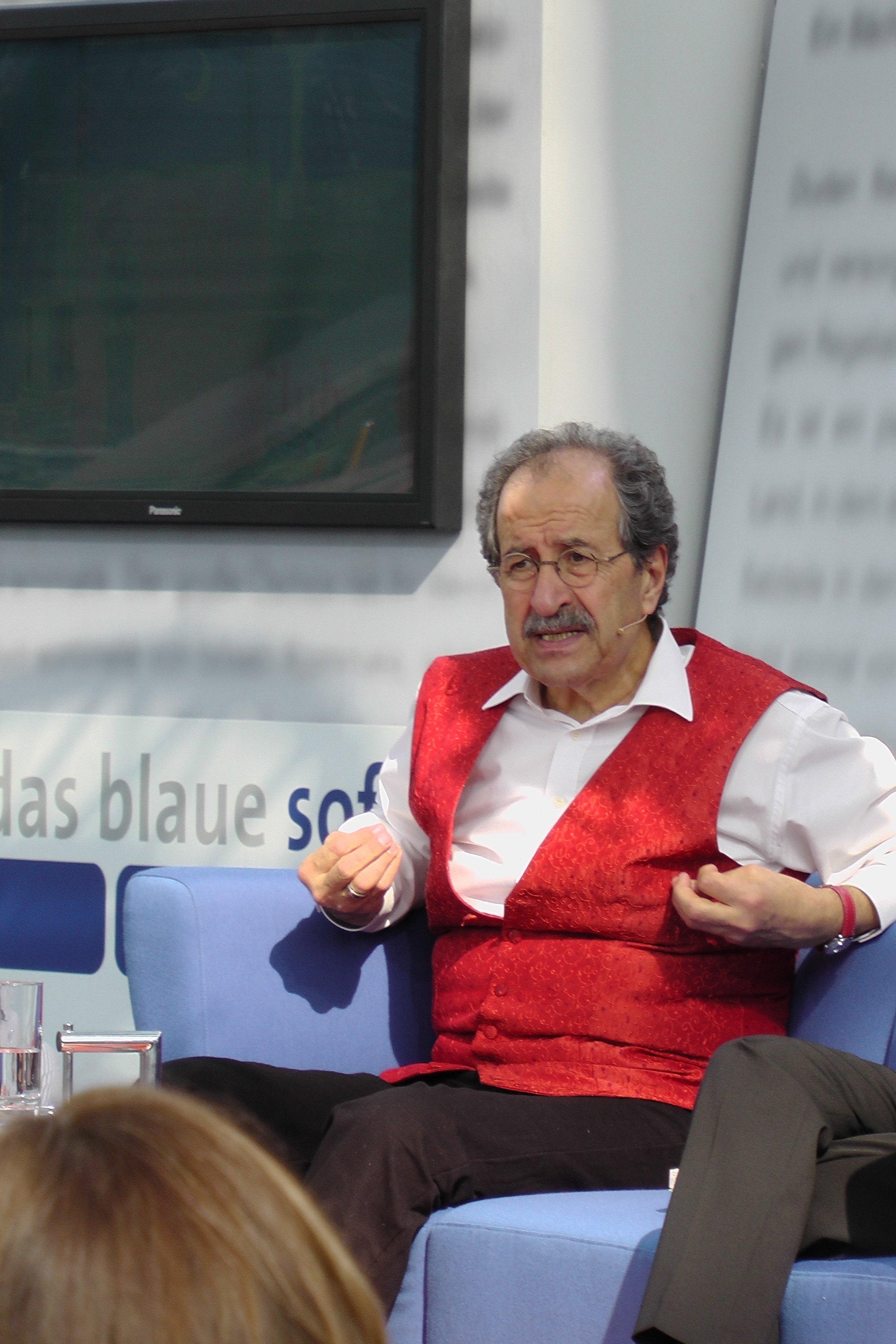
Rafik Schami, 2012

Eine Hand voller Sterne ist ein 1987 erschienener Roman von Rafik Schami. In Tagebuchform wird die Geschichte eines Damaszener Bäckerjungen erzählt, der sich auf dem Weg befindet, seinen Traum, Journalist zu werden, zu verwirklichen. Neben den üblichen Problemen des Erwachsenwerdens wie der Ablösung vom Elternhaus und der sexuellen Emanzipation wird auch die Zensur in Syrien thematisiert. Der Roman lässt sich der Jugendliteratur und der Migrantenliteratur zuordnen. Einen Teil der Protagonisten verwendete Schami auch in Erzähler der Nacht.

## Handlung
Ein Bäckerjunge aus einem armen Stadtviertel in Damaskus beginnt im Alter von vierzehn Jahren ein Tagebuch zu führen, in dem er seine Erlebnisse aufschreibt und seine Meinungen dazu äußert.
Der anonyme Ich-Erzähler geht gerne in die Schule und bekommt gute Noten. Mit seinen Freunden Mahmud und Josef gründet er eine Bande namens Die Schwarze Hand, die gegen das Unrecht in seiner Stadt ankämpfen will: gegen den Geheimdienstmann aus der Nachbarschaft, gegen einen betrügerischen Lebensmittelhändler und gegen Kinderarbeit. Wegen innerer Querelen zerbricht sie sehr bald wieder.
In seiner Nachbarschaft wohnt ein hübsches Mädchen namens Nadia, das er lieb gewonnen hat.
Außerdem ist er ein begabter junger Dichter. Seine Gedichte schickt er einem Verleger, der sie dann sogar drucken lässt.
Eines Tages wird er gegen seinen Willen, auf Entscheidung seines Vaters hin, von der Schule genommen und gezwungen, in der Bäckerei des Vaters zu arbeiten. Außerdem redet Nadia aus unerfindlichen Gründen nicht mehr mit ihm. So kommt er zum Entschluss wegzulaufen. Doch sein enger Freund Salim bittet ihn, noch einige Zeit abzuwarten. Der Junge befolgt diesen Rat und bleibt schließlich doch in Damaskus. Das Missverständnis mit Nadia klärt sich auf und sein Leben nimmt wieder einen positiven Verlauf.
Der Bäckerjunge kommt auf die Idee, selbst das Brot der väterlichen Bäckerei in die Häuser zu liefern, um auf diese Weise neue Kunden zu gewinnen. Bei diesem Unternehmen lernt er Mariam kennen, mit der er sich über vieles unterhalten kann. Auch einen älteren Journalisten namens Habib lernt er durch Mariam kennen, dem er dann erzählt, dass er auch gerne Journalist werden würde. Mit der Zeit werden die beiden enge Freunde und Habib lehrt ihn die wichtigsten Schreibtechniken, die er für eine journalistische Tätigkeit braucht. Gemeinsam gründen sie eine anonyme Zeitung, in der sie über die Ungerechtigkeit im Land berichten und die Regierung kritisieren. Sie stopfen Papierstreifen mit Artikeln und Witzen in Socken und verkaufen diese billig, so dass sie in Umlauf kommen, ohne dass jemand auf die Idee kommt, dass sie die Texte geschrieben haben.
Für eine Weile läuft die „Sockenzeitung“ gut. Als Onkel Salim stirbt und Habib festgenommen wird, weil die syrische Regierung herausgefunden hat, dass er Herausgeber der Zeitung gewesen ist, führt der inzwischen Siebzehnjährige das Projekt mit seinen Freunden Mahmud und Nadia fort, um der Regierung zu demonstrieren, dass die Wahrheit sich nicht unterkriegen lässt.

## Hauptfiguren

### Ich-Erzähler
Der Ich-Erzähler ist zu Beginn seiner Aufzeichnungen 14 Jahre alt (später 17) und lebt in Damaskus, der Hauptstadt von Syrien. Sein Name wird im ganzen Buch nicht erwähnt. Er gehört zur christlichen Minderheit, interessiert sich aber eher für soziale und politische Fragen als für religiöse Themen. In seinem Tagebuch schreibt er seine Gefühle und seine Liebe zu dem Nachbarmädchen Nadia nieder. Durch seine unterschiedlichen Tätigkeiten lernt er viele Menschen kennen, die seinen weiteren Werdegang beeinflussen: Als Schüler kommt er durch seinen Lehrer in Kontakt mit einem Verleger, der seine Gedichte veröffentlicht. Er arbeitet als Bäckerjunge in der Bäckerei seines Vaters und lernt durch das Ausliefern von Broten Mariam und Habib kennen. Beide unterstützen ihn in seinem Plan, Journalist zu werden. Habib wird zu seinem wichtigsten Vorbild. Später hilft er in einer Buchhandlung aus und kann so Kontakte zu Verlegern knüpfen.
Seine besten Freunde sind Josef, Mahmud und Onkel Salim.
Der Ich-Erzähler ist ein freundlicher Junge. Er raucht Zigaretten, aber seine restlichen Eigenschaften sind positiv: Er ist mutig, klug, ein guter Dichter, eigenständig und solange er zur Schule geht, Klassenbester. Mit seinem Vater, der ihn zu der Arbeit in der Bäckerei zwingt, hat er immer wieder Schwierigkeiten, erhält aber letztlich wegen seiner dichterischen Erfolge seine Anerkennung. Er hat auch eine Schwester namens Leila.

### Onkel Salim
Salim ist 75 Jahre alt (später 78) und wohnt im selben Haus wie der Protagonist. Er bringt ihn auf die Idee, Tagebuch zu schreiben. Zwar ist er Christ, steht aber in vielen Fragen skeptisch zur Religion. Zu seinen Lieblingsbeschäftigungen gehört das Geschichtenerzählen, wobei er Wahrheit und Erfundenes so raffiniert zusammenflechtet, dass niemand es merkt. Onkel Salim kann aber nicht lesen. Mit seinen Geschichten kann er jeden in den Bann ziehen. Er berichtet von den vielen Abenteuern, die er als Kutscher erlebt hat. Er hat in früheren Zeiten in die Berge flüchten müssen, um dem Militärdienst zu entgehen. Die Idee der „Sockenzeitung“ unterstützt er. Als der Ich-Erzähler von zu Hause ausreißen will, ist es Onkel Salim, der ihn dazu bewegt, sich eine Frist zu setzen und es noch ein halbes Jahr zu versuchen, um dem Traum als Journalist zu arbeiten, näher zu kommen. Salim ist Witwer, hat eine Tochter und einen Sohn in Amerika, die im Roman aber nur erwähnt werden. Er stirbt gegen Ende der Erzählung an einer Herzerkrankung.

### Habib
Er arbeitet als Journalist und ist 52 Jahre alt. Habib bringt dem wissbegierigen Ich-Erzähler die wichtigsten journalistischen Techniken bei, sodass der seinem Traum Journalist zu werden näher kommt. Er erzählt wenig von sich selbst. Wegen seiner regimekritischen Ansichten und Aktivitäten wird er wiederholt vom syrischen Geheimdienst verhaftet. Er ist sehr mutig und setzt sich bis zuletzt für seine Ideale ein, deshalb ist er nicht nur journalistisch, sondern auch charakterlich ein Vorbild für den Ich-Erzähler. Mit seiner Nachbarin Mariam verbindet ihn ein Liebesverhältnis, obwohl diese verheiratet ist. Seine Frau ist vor Jahren erschossen worden, als die beiden aus politischen Gründen auf der Flucht gewesen sind. Ihr Bild hängt noch in seinem Schrank.

### Nadia
Nadia ist die Freundin des Ich-Erzählers, sie ist ein Jahr jünger als er. Ihr strenger Vater arbeitet als Geheimagent für die häufig wechselnden syrischen Regierungen. Die Treffen des Paares sind dadurch erschwert. Nadias Familie ist auf Grund des Berufs des Vaters wohlhabend. Sie und der Ich-Erzähler treffen sich heimlich in der Mittagspause in Habibs Wohnung, wo sie ihre ersten gemeinsamen sexuellen Erfahrungen machen.

### Mahmud
Mahmud ist der beste Freund des Ich-Erzählers. Er ist 15 Jahre alt (später 18) und wohnt im selben Haus wie er. Mahmud schreibt witzige, sozialkritische Theaterstücke. Bei einem Radiosender wird eines seiner Stücke, jedoch unter falschem Namen, gesendet. Er hilft bei der Sockenzeitung mit.

### Vater
Der Vater des Protagonisten ist Bäcker. Sein Name und sein Alter werden im Buch nicht genannt. Er hat eine eigene Bäckerei, in der der Protagonist im Laufe des Buches arbeiten muss. Er nimmt ihn von der Schule, da der Ich-Erzähler die Bäckerei übernehmen soll. Im Laufe des Buches verbessert sich das Verhältnis der beiden.

### Josef
Josef ist ein Freund des Ich-Erzählers. Der allerdings eine Auge auf die Freundin des Ich-Erzählers geworfen hat. Er lebt auch in der Nachbarschaft. Er ist Gründungsmitglied und Namensgeber der Schwarzen Hand. Später will er ins Militär, und so verschlechtert sich die Beziehung zum Ich-Erzähler.

### Mariam
Der Ich-Erzähler kommt in Kontakt mit ihr, weil er ihr Brote aus der väterlichen Bäckerei liefert. Sie ist die Nachbarin und Geliebte Habibs und stellt den Ich-Erzähler und Habib einander vor.

### Der Verrückte von Damaskus
Er ist ein hagerer Mann, der dem Ich-Erzähler häufig über den Weg läuft und der schon seit Jahren durch die Straßen von Damaskus streift. Er trägt fortwährend einen Vogel, einen Spatzen, auf seiner Schulter, mit dem er auch gerne Späße macht, z. B. ihn auf seinem Stock, den er immer bei sich trägt, balanciert. Wenn er vor eine Tür kommt, dann bringen ihm die Leute einen Teller mit Reis oder Gemüse, doch er nimmt nie etwas an, denn dazu ist er zu stolz.
Er ist ein genialer Mensch, und die Mutter des Ich-Erzählers meint, dass er ein Heiliger sei, denn wenn sein kleiner Spatz sich in eine Richtung erhebt, lockt der Mann den Vogel so lange, bis dieser zurückkommt, und laut der Mutter kann nur Salomon mit Vögeln sprechen. Dies wird auch in einer von Onkel Salims Geschichten bestätigt.
Außerdem redet er nicht oft, obwohl er viele Sprachen (Arabisch, Hebräisch, Griechisch, Italienisch, Spanisch, Persisch, Kurdisch, Assyrisch) beherrscht. Das wird deutlich, als er für den Ich-Erzähler eine Geschichte in den verschiedenen Sprachen aufschreibt, die dieser dann mit Hilfe der in Damaskus angesiedelten Ausländer übersetzt. Jeder, der mit in den Part der Übersetzung eingebunden ist, glaubt, dass der Urheber dieses Textes nicht verrückt ist, sondern eher genial.
Die Geschichte handelt von einem Vogel mit Gefieder, welches in allen Farben schimmert. Doch die Leute achten immer nur auf die eine Farbe und übersehen so die restlichen Farben. Das soll dem Leser die Vielfalt von Damaskus und des Lebens verdeutlichen.
Auch muss der Mann viel über sich ergehen lassen, z. B. wird er einmal unter dem Vorwand, sein Vogel trüge eine kleine Kamera, eingesperrt. Vermutlich ist er auch wegen der (politischen) Umstände verrückt geworden.
Der Kontakt seiner Mitmenschen zu ihm besteht auch nur einseitig, seine einzige Bezugsperson ist der Spatz.
Wie es mit dem Mann weitergeht, ist unbekannt. Man erfährt nur, dass er wegen eines Schwächeanfalls von der Ambulanz abgeholt wird.

### Herr Katib
Er ist der Arabischlehrer des Ich-Erzählers in der Schule. Herr Katib ist schon älter, wird aber von seinen Schülern sehr geschätzt, da er sie unter anderem frei schreiben lässt. Bei ihm lernen sie die Sprache lieben. Er animiert den Ich-Erzähler dazu, seine Gedichte an einen Verlag zu schicken. Er ist sehr stolz auf den Ich-Erzähler und möchte, dass er in der Schule bleibt.

### Leila
Leila ist die Schwester des Ich-Erzählers und ist etwas jünger als er. Sie wird nicht oft erwähnt und somit weiß man nicht viel über sie.

## Ansätze einer Interpretation
Hauptthema des Romans ist das Erzählen und Schreiben: Ein Großteil der Erziehung des Jungen erfolgt durch exemplarische Geschichten Onkel Salims; seine Liebe und andere Gedanken drückt er in Lyrik aus; und gegen gesellschaftliches Unrecht arbeitet er journalistisch an. Eine dominante Bedeutungsebene ist somit die Autoreflexivität, indem sich das Schreiben über sich selbst verständigt. Schreiben, wie es hier vorgeführt wird, soll seine Umwelt beobachten, registrieren, den Blick offen halten (das Gedicht vom Baum), aber auch sich engagieren und seine Umwelt verändern helfen.
Rafik Schami erzählt in seinem Buch Eine Hand voller Sterne aus der Perspektive eines armen Bäckerjungen vom Leben in Damaskus und den damit verbundenen Problemen. Der Ich-Erzähler muss hart dafür kämpfen, seinen Traum des Schreibens (von Gedichten und journalistischen Texten) verwirklichen zu können. Aus der Sicht des Jungen werden dem Leser soziale Ungleichheiten ebenso vor Augen geführt wie politische. Der Junge wird dabei besonders von sozialistischen Ideen geprägt – sein Lieblingsbuch ist Die Mutter von Maxim Gorki, das die Geschichte eines Arbeiters und Revolutionärs in einer illegalen Parteiorganisation während der russischen Revolution 1905 erzählt. Die Lebenssituationen von verschiedensten Menschen mit unterschiedlichen Religionen, Berufen und Hintergründen werden dem Leser nahegebracht. Da gibt es den Vater des Jungen, der sich als Bäcker durchschlägt und dem das Arbeiten in der Bäckerei wichtiger ist als eine gute Schulbildung. Da gibt es den alten Onkel Salim, der trotz ärmlicher Verhältnisse den Blick auf das Schöne nicht verloren hat und alle mit seinen Geschichten fesselt. Da gibt es Habib, der als Journalist gegen die syrische Regierung kämpft und diesen Kampf letztlich mit dem Leben bezahlt. Nadia, die Tochter eines Geheimagenten, muss sich gegen den einflussreichen Vater wehren, um mit dem Jungen zusammen sein zu können, den sie liebt. Das Verhältnis von Vater und Sohn, ebenso wie das Entstehen einer Liebe werden einfühlsam beleuchtet.
Die Tagebuchform trägt dazu bei, dass eine Nähe und ein Identifikationsangebot zwischen dem Leser und dem Ich-Erzähler entstehen. Denn nur in ein Tagebuch werden Dinge geschrieben, die schonungslos ehrlich über Ängste, Gefühle und Ansichten des Schreibers berichten. Die Sicht des Jungen auf diese Themenvielfalt ist direkt und aufrichtig. Und gerade deswegen ist dieses Buch nicht nur als Jugendbuch zu lesen und zu verstehen. Obwohl aus der Perspektive eines Jugendlichen, ist Eine Hand voller Sterne ein Buch, das Erwachsenen, Jugendlichen und Kindern zeigt, was es bedeutet, sich für etwas einzusetzen und für Gerechtigkeit und Wahrheit zu kämpfen – in Syrien und überall auf der Welt.
Rafik Schami selbst fordert, dass die sogenannte Migrantenliteratur bei der Interpretation weder einen Mitleidsbonus bekommen sollte, noch mit der eisernen Zange angefasst werden darf. Stattdessen sucht er „Hände, die die Berührung nicht scheuen“.

## Sonstiges
Der Roman war Mittelpunkt der Aktionen Eine Stadt. Ein Buch. 2012 in Wien und Ein Buch für die Stadt 2015 in Köln.